# 김영필 (1885년)
김영필(金永弼)은 일제시대 관료로 평안남도 강동군, 중화군, 성천군의 군수를 지냈다. 그런 이유로 병합기념장, 대정대례기념장, 소화대례기념장, 서보장을 받았고 친일인명사전편찬위원회가 쓴 친일인사 명단에 포함되었다.
첫번째 부인 양제현(楊薺賢)과의 사이에 의사, 서예가인 김광업을, 두번째 부인 이영자(李英子)와의 사이에 건축가 김중업을 포함 4남2녀를 두었다.
1951년 14후퇴 때에 남한으로 내려와 부산에서 사망했다.